# Avi

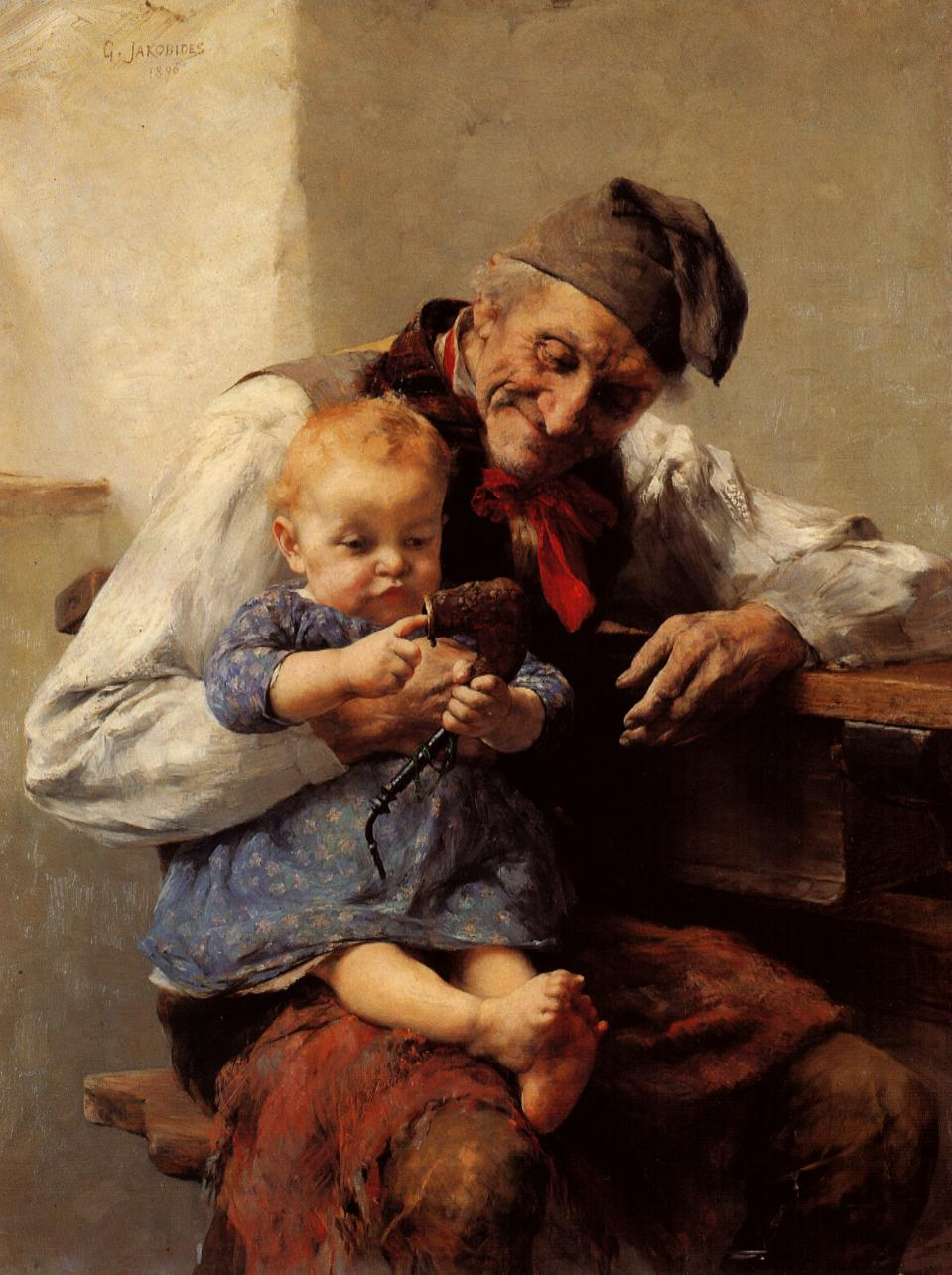
Avi i net, quadre de Georgios Jakobides.

Avis és el nom amb el qual els fills designen el pare i la mare de llurs pares, essent respectivament anomenats avi i àvia. El nom infantil és iaio i iaia (o jai(o) i jaia) però s'empra en família aquest terme, i al País Valencià iaios és el terme d'ús general.
Els avis són part important de la família extensa o de consanguinitat. En les cultures tradicionals, els avis han tingut un paper fort en la cura i la criança dels nens. Això ha tendit a desaparèixer en el desenvolupament de la família nuclear.
Als nostres dies, el paper dels avis, quan la major part de tots dos pares treballen, és tot sovint de prendre cura dels seus nets. Ajuden a mantenir la història familiar oral, acostumen a ser els qui conten als nets tradicions i jocs antics i també donen un cop de mà com a reforç escolar. La Dra. Gloria Ferrero ha assenyalat que el rol de l'àvia es vincula amb «la funció de la transmissió del coneixement generacional, del passat, els orígens», alhora que, com que tenen una relació amb els nets menys tibada per les relacions d'autoritat que aquests mantenen amb els seus pares, els avis estan en millors condicions d'«escoltar, comprendre i sostenir els seus nets de vegades que els seus pares no poden fer-ho...», d'aquesta manera fan un paper essencial al procés de «transmissió intergeneracional», procés lligat estretament al de la construcció de la identitat. En els casos en els quals els pares no poden fer-se càrrec adequadament dels seus fills, els avis poden tenir el paper de mantenidors o tutors, per això d'ençà del 1998 l'ONG «Missatgers de la Pau» celebra cada 26 de juliol el Dia de l'avi.
Hi ha «Monuments als avis», com el que s'ha col·locat al jardí de l'antic Convent de les Monges de Riba-roja de Túria (València). El monument, obra de l'artista alacantina Amparo Alonso Sanz, representa una parella d'avis que dona a beure al seu net amb un càntir. Té unes dimensions similars a la figura humana per tal ser realista i colpidor. És d'acer patinable, un material recobert d'una capa d'òxid superficial que el protegeix i el fa especialment adequat per a ser a l'exterior.